# Дудник, Виктор Иванович
Ви́ктор Ива́нович Ду́дник (21 июля 1935, Аска́ния-Но́ва — 11 января 2010) — русский (советский) скульптор, художник, член Союза художников России, член Международного художественного фонда.

## Биография
Родился в 21 июля 1935 г. С детских лет рисовал и лепил, после окончания средней школы в течение 5 лет учился в Художественном училище в Днепропетровске. Затем последовали 6 лет учёбы в Академии художеств в Ленинграде Санкт-Петербургский государственный академический институт живописи, скульптуры и архитектуры имени И. Е. Репина. Принимал участие в 20 Всесоюзных, 20 Республиканских и 40 Московских выставках художников.
Произведения В. И. Дудника закуплены Экспертными советами Министерства культуры СССР, РСФСР, Московским Союзом художников, его монументальную скульптуру можно встретить на территории России, Украины, Молдавии, Узбекистана, а также в частных коллекциях США, Германии, Италии, Югославии и Кипра.
Отмечен правительственными наградами России. Наиболее известные из них — композиция, посвященная С. В. Рахманинову в Московской Консерватории, портрет А.С. Пушкина в музее А. С. Пушкина в Москве, портрет А. Блока в музее А. Блока в Санкт-Петербурге и др. Скульптурные произведения сделаны в разных материалах: граните, мраморе, металле, керамике, дереве, бумаге, пластмассе, фарфоре, бетоне, гипсе.
Вдохновляясь античными идеалами гармоничного человека, преданного мудрости и красоте, В. И. Дудник посвятил многие свои работы греческой тематике («Композиция, посвященная 1821 г.», «Сократ в нише», «Нептун» и др.).
- Фотографии Дудника

## Некоторые работы
- В мастерской скульптора В. Дудника, 2009
- Рахманинов
- Шостакович